# Hällums kyrka
Hällums kyrka var en kyrkobyggnad som t.o.m 2023 tillhörde Varabygdens församling (2002—2023 Vara församling och tidigare Hällums församling) i Skara stift. Den ligger i den norra delen av Vara kommun.

## Historia
Hällums tidigare kyrka var en medeltida tornlös träkyrka med rakt avslutat kor och vapenhus i söder. Den var belägen cirka en kilometer söder om nuvarande kyrka 58°19′17″N 13°01′50″Ö / 58.32146°N 13.03054°Ö och revs 1860. På platsen finns nu endast en ödekyrkogård. En minnessten restes 1953. Träkyrkans romanska dopfunt från tidig medeltid flyttades till Skarstads kyrka.
En ny kyrka uppfördes 1956, vilket innebar att Hällums församling återfick en egen kyrka efter att ha varit utan i 96 år. Tomtmarken skänktes av Stora Halla egendom vilket innebar att kyrkan inte hamnade på den gamla kyrkplatsen.

## Kyrkobyggnaden
Kapellet uppfördes 1956 efter ritningar av arkitekt Bo Wedenmark. Byggnaden är enkel och tältformad med brant takresning av korrugerad eternit med överljusfönster i söder. Den är uppmurad av lättbetongblock, vilkas struktur syns i den vita ytan. Interiör med mittgång och altare mot fondväggen, vilken avgränsar en bakomvarande sakristia. 
Klockstapel av brunlaserat trä.

## Inventarier
- 1966 installerades en orgel från Nordfors & Co.
- Ett altarskåp, målat av Sylvia Knuuth, tillkom 1995 och ersatte ett träkors.